# Парышкура, Михаил Иванович
Михаил Иванович Парышкура — советский и киргизский машиностроитель и государственный деятель. Депутат Совета Национальностей Верховного Совета СССР 11 созыва (1984-1989) от Киргизской ССР.

## Биография
М.И. Парышкура родился в 1938 году.
Украинец.
Образование - высшее.
Член КПСС в 1962-1991 годах.
Генеральный директор Производственного объединения «Станкостроительный завод им. В.Ленина» (до 1990).
В 1990-91 - секретарь ЦК Компартии Киргизии.
Затем - директор завода сельскохозяйственного машиностроения имени Фрунзе, г. Бишкек (одного из крупнейших в Киргизии).
В 1995 году. завод признан банкротом. Председатель ликвидационной комиссии (до 2000?). На 64 гектара экс-территории завода разместил 55 частных фирм.